# هافارد هالفورسن
هافارد هالفورسن هو لاعب كرة قدم نرويجي، ولد في 20 مايو 1973 في تروندهايم في النرويج. لعب مع نادي بودو/غليمت.

## وصلات خارجية
- هافارد هالفورسن على موقع قاعدة بيانات كرة القدم.إي يو (الإنجليزية)